# 空知タイムス
空知タイムス（そらちタイムス）、社名：空知タイムス社は、北海道芦別市で発行していた地方新聞。1950年2月14日創刊。タブロイド判4ページ建てで、火曜、木曜、土曜の週3回発刊。1ヵ月1300円、1部売り100円。日本新聞協会には非加盟。
2007年9月29日付の第8092号に社告を掲載、休刊した。公称部数は3500部だった。題字背景には、芦別市のキャッチフレーズ「星の降る里」にちなみ星が描かれていた。

## 本社
- 北海道芦別市北1条東1丁目11－6